# CrossCode
CrossCode ist ein Action-Rollenspiel, das von Radical Fish Games entwickelt und von Deck13 veröffentlicht wurde. Die Entwicklung des Spiels begann 2012 und wurde später als Crowdfunding-Projekt auf Indiegogo Anfang 2015 vorgestellt. Nach einer dreijährigen Beta-Phase mit Early Access wurde CrossCode im September 2018 für Linux, macOS und Windows veröffentlicht. 2020 erschien das Spiel für die PlayStation 4, Nintendo Switch und Xbox One. Das Spiel erhielt von den Kritikern generell positive Bewertungen.

## Handlung
CrossCode ist ein retro-inspiriertes 2D-Action-Rollenspiel, das in einer fernen Zukunft spielt und Elemente, wie 16-Bit-Grafiken im Stil der Super-NES mit flüssiger Physik, einem schnellen Kampfsystem und Rätselmechaniken kombiniert. Der Spieler steuert eine stumme Figur namens Lea, während sie ein fiktives MMORPG namens CrossWorlds spielt.

## Entwicklung und Veröffentlichung
CrossCode ist ein Action-Rollenspiel, das von Radical Fish Games entwickelt und von Deck13 veröffentlicht wurde. Die Entwicklung des Spiels begann 2012. Im Februar 2015 wurde es auf Indiegogo als Crowdfunding-Projekt vorgestellt und später in selbem Jahr als Early-Access-Titel auf Steam für Linux, macOS und Windows veröffentlicht. Am 20. September 2018 wurde es offiziell aus dem Early access genommen. Im Jahr 2019 sollte ebenfalls eine Veröffentlichung auf der PlayStation 4, der Nintendo Switch und der Xbox One folgen. Diese wurde allerdings auf den 9. Juli 2020 verschoben.
Der Soundtrack wurde von Deniz Akbulut komponiert und am 6. September 2018 offiziell veröffentlicht.

## Rezeption
CrossCode erhielt laut des Review-Aggregators Metacritic allgemein positive Bewertungen. Das Spiel gewann die Auszeichnung "Most Fulfilling Community-Funded Game" bei den SXSW Gaming Awards.